# Billy Bitzer
Billy Bitzer, nome con cui è conosciuto Gottfried Wilhelm "Billy" Bitzer (Roxbury, 21 aprile 1874 – Los Angeles, 29 aprile 1944), è stato un regista e fotografo statunitense.

## Biografia
"Billy" Bitzer fu un pioniere cinematografo noto per la sua stretta collaborazione con David Wark Griffith, avendo lavorato con lui in alcuni dei suoi più importanti film e contribuendo significativamente ad innovazioni cinematiche attribuite allo stesso Griffith. Nel 1910 fotografò il corto non sonoro di Griffith In Old California, nel villaggio di Los Angeles chiamato "Hollywoodland", qualificandosi come il primo direttore della fotografia ad Hollywood. Viene detto che Bitzer sviluppò tecniche di cinepresa che impostarono gli standard per tutte le pellicole cinematografiche successive.
Tra le innovazioni effettuate da Bitzer troviamo:
- la dissolvenza per la chiusura di una scena;
- la chiusura d'iride in cui un cerchio, chiudendosi, chiude la scena;
- la fotografia sfocata, con l'aiuto di una diffusione della luce sullo schermo;
- il filmaggio interamente mediante luce artificiale anziché quella solare;
- luci, primi piani e riprese lunghe per ricreare uno stato d'animo;
- perfezionamento della fotografia opaca

Prima di far carriera come cameraman, Bitzer sviluppò le prime tecnologie cinematiche per la American Mutoscope Company, prima che essa diventasse la Biograph Company. Ammirò ed imparò l'arte dell'immagine in movimento dall'inventore del Kinetoscopio, William Kennedy Laurie Dickson, il quale diresse i primi corti della Biograph in cui Bitzer mosse i primi passi. Fino al 1903, Bitzer era impiegato alla Biograph principalmente come fotografo di documentari, mentre dal 1903 in poi fu fotografo di film narrativi, guadagnandosi così una certa popolarità.
Nel 1908 Bitzer entrò nella prima collaborazione con Griffith, A Calamitous Elopement. I due lavorarono insieme per il resto della carriera di Bitzer, che lasciò la Biograph nel 1913 per la Mutual Film Corporation, dove Bitzer continuò ad innovare e perfezionare tecnologie esistente e ad inventarne di nuove. Durante questo periodo esplorò il campo della fotografia opaca e fece uso delle innovative tecniche di illuminazione, primo piano e chiusura d'iride.
L'apice della collaborazione Bitzer-Griffith arrivò con Nascita di una nazione (1915), un film fatto grazie, in parte, ai risparmi di Bitzer, e con l'epico Intolerance (1916). A causa di tutte le sue innovazioni, Bitzer non sopravvisse alla transizione industriale al sonoro. Nel 1944 ebbe un attacco di cuore e morì ad Hollywood in relativa ombra. La sua autobiografia, Billy Bitzer: His Story fu pubblicata postuma quasi trent'anni dopo, nel 1973.

## Filmografia

### Direttore della fotografia

#### 1896
- Rip Passing Over the Mountain, regia di William K.L. Dickson (1896)
- Rip Meeting the Dwarf, regia di William K.L. Dickson (1896)
- Rip Leaving Sleepy Hollow, regia di William K.L. Dickson (1896)
- Rip's Twenty Years' Sleep, regia di William K.L. Dickson (1896)
- Rip's Toast to Hudson, regia di William K.L. Dickson (1896)
- Rip's Toast , regia di William K.L. Dickson (1896)
- McKinley at Home, Canton, Ohio (1896)
- Exit of Rip and the Dwarf, regia di William K.L. Dickson (1896)
- Awakening of Rip, regia di William K.L. Dickson (1896)
- Dancing Darkies, regia di William K.L. Dickson (1896)
- A Watermelon Feast, regia di William K.L. Dickson (1896)
- A Hard Wash, regia di William K.L. Dickson (1896)

#### 1897
- President Cleveland and President McKinley (1897)
- McKinley and Others in Carriage (1897)
- President McKinley's Inauguration (1897

#### 1898
- The Christian Herald's Relief Station, Havana (1898)
- Tribulations of a Country Schoolmarm (1898)
- The Nearsighted School Teacher (1898)
- The Katzenjammer Kids in School (1898)
- President McKinley's Inspection of Camp Wikoff (1898)
- U.S.S. Maine, Havana Harbor (1898)
- Spanish-American War Scenes (1898)

#### 1899
- McKinley Leaving State House, Boston (1899)
- Pole Vaulting at Columbia University (1899)
- Going to the Hunt (1899)
- Farmer Oatcake Has His Troubles (1899)
- Why Mamie Missed the Masquerade (1899)
- What Dumb Animals Can Be Taught (1899)
- Unveiling the Statue of Gen. U.S. Grant (1899)
- Troop 'F,' 3rd Cavalry
- Third Boston School Regiment
- The Wicked Sister and the Lobster
- The Breeches Buoy
- Tent Pegging
- Stealing a Dinner
- Shooting the Life Line
- Second Boston School Regiment
- Schooling Hunters
- President McKinley and Mayor Ashbridge of Philadelphia
- Mrs. U.S. Grant and President McKinley
- Mounted Artillery
- Launching the Lifeboat
- Hippwood-Barrett Car Fender
- Founder's Log Cabin
- First Boston School Regiment
- Distributing a War Extra
- Board of Trade
- A Unique Race
- Ambulance Corps Drill
- A Flock of Sheep
- President McKinley
- President and Mrs. McKinley
- La grande Duchesse
- How Ducks Are Fattened
- Governor Walcott of Massachusetts
- First Heavy Artillery
- Feeding the Pigeons
- Down Mount Tom
- Children Feeding Ducklings
- Smallest Train in the World
- Myopia vs. Dedham
- Kilpatrick's Ride
- Glen House Stage
- Canoeing at Riverside
- Aquatic Sports
- Winnisquam Lake
- The Great Lafayette
- The Frankenstein Trestle
- The Flume
- Summit of Mt. Washington
- The Flume
- Summit of Mt. Washington
- Sliding Down Mount Washington
- Miss Jewett and the Baker Family
- Hooksett Falls Bridge
- He Didn't Finish the Story
- Crawford Notch
- Climbing Jacob's Ladder
- Around Tynsborough Curve
- 'Imperial Limited.' Canadian Pacific R.R.
- Some Future Champions
- Demonstrating the Action of the Northrop Looms
- Demonstrating the Action of a Patent Street Sprinkler of the American Car Sprinkler Co. of Worcester, Mass
- A Roll Lift Draw Bridge
- Up the Big Grade in the Valley of the Kicking Horse
- Under the Shadow of Mt. Stephen, Passing Field's Station in the Rocky Mountains
- The Gap, Entrance to the Rocky Mountains
- The Eastern Slope of the Rockies, Passing Anthracite Station
- Steamship 'Empress of India'
- In the Canadian Rockies, Near Banff
- Down the Western Slope of the Canadian Rockies Through Kicking Horse Pass
- Chinamen Returning to China
- Beyond the Great Divide
- Grand Trunk R.R. Bridge Over Whirlpool (1899)
- Frazer Canyon, East of Yale
- Caribou Bridge
- Bridge No. 804, and Daly's Grade
- Battle of Jeffries and Sharkey for Championship of the World
- Around Gravel Bay
- West of Peterson; Entrance to Weber Canyon
- Tunnel 'No. Three' (1899)
- Toll Gate and Castle Rock Near Green River
- The 'Overland Limited' Passing Witch Rocks
- Passing Steamboat and Great Eastern Rocks (1899)
- One Thousand Mile Tree, Weber Canyon (1899)
- Home of Buffalo Bill (1899)
- East of Uintah in Weber Canyon (1899)
- Devil's Slide (1899)
- Devil's Gate (1899)
- By Pulpit Rock and Through the Town of Echo (1899)
- Train on Jacob's Ladder, Mt. Washington (1899)
- The Picturesque West (1899)
- Panorama from the Tower of the Brooklyn Bridge (1899)
- Full Rigged Ship at Sea (1899)
- Fraser River Valley (1899)
- Canadian Pacific Railroad Shots (1899)

#### 1903
- Levi & Cohen: The Irish Comedians – cortometraggio (1903)

#### 1905
- 2 A. M. in the Subway – cortometraggio (1905)

#### 1907
- The Hypnotist's Revenge, regia di Joseph A. Golden – cortometraggio (1907)
- Il dottor Skinum (Dr. Skinum), regia di Wallace McCutcheon – cortometraggio (1907)
- Fights of Nations – cortometraggio (1907)

#### 1908
- Professional Jealousy (1908)
- Falsely Accused! (1908)
- Lonesome Junction (1908)
- Classmates, regia di Wallace McCutcheon (1908)
- Bobby's Kodak, regia di Wallace McCutcheon (1908)
- The Snowman, regia di Wallace McCutcheon (1908)
- The Princess in the Vase, regia di Wallace McCutcheon (1908)
- The Yellow Peril, regia di Wallace McCutcheon (1908)
- The Boy Detective, or The Abductors Foiled, regia di Wallace McCutcheon (1908)
- Her First Adventure, regia di Wallace McCutcheon (1908)
- Caught by Wireless, regia di Wallace McCutcheon (1908)
- Old Isaacs, the Pawnbroker, regia di Wallace McCutcheon (1908)
- A Famous Escape, regia di Wallace McCutcheon (1908)
- King of the Cannibal Islands, regia di Wallace McCutcheon (1908)
- Hulda's Lovers, regia di Wallace McCutcheon (1908)
- The King's Messenger, regia di Wallace McCutcheon (1908)
- A Night of Terror (1908)
- The Sculptor's Nightmare, regia di Wallace McCutcheon (1908)
- The Music Master, regia di Wallace McCutcheon (1908)
- When Knights Were Bold, regia di Wallace McCutcheon (1908)
- His Day of Rest, regia di Wallace McCutcheon (1908)
- Thompson's Night Out, regia di Wallace McCutcheon (1908)
- The Romance of an Egg, regia di Wallace McCutcheon (1908)
- 'Ostler Joe, regia di Wallace McCutcheon (1908)
- Mixed Babies, regia di Wallace McCutcheon (1908)
- The Invisible Fluid, regia di Wallace McCutcheon (1908)
- The Man in the Box, regia di Wallace McCutcheon (1908)
- The Outlaw, regia di Wallace McCutcheon (1908)
- Over the Hill to the Poorhouse, regia di Stanner E.V. Taylor (1908)
- At the French Ball, regia di Wallace McCutcheon (1908)
- At the Crossroads of Life, regia di Wallace McCutcheon Jr. (1908)
- The Kentuckian, regia di Wallace McCutcheon (1908)
- The Stage Rustler, regia di Wallace McCutcheon (1908)
- The Fight for Freedom, regia di David W. Griffith, Wallace McCutcheon Jr. (1908)
- The Black Viper, regia di David W. Griffith, Wallace McCutcheon Jr. (1908)
- The Red Man and the Child, regia di David W. Griffith (1908)
- Deceived Slumming Party, regia di David W. Griffith (1908)
- A Calamitous Elopement, regia di David W. Griffith (1908)
- The Man and the Woman, regia di David W. Griffith (1908)
- Betrayed by a Handprint, regia di David W. Griffith (1908)
- Monday Morning in a Coney Island Police Court, regia di David W. Griffith (1908)
- Where the Breakers Roar, regia di David W. Griffith (1908)
- A Smoked Husband, regia di David W. Griffith (1908)
- The Stolen Jewels , regia di David W. Griffith (1908)
- The Devil, regia di David W. Griffith (1908)
- The Zulu's Heart, regia di David W. Griffith (1908)
- Father Gets in the Game, regia di David W. Griffith (1908)
- Ingomar, the Barbarian, regia di David W. Griffith (1908)
- The Vaquero's Vow, regia di David W. Griffith (1908)
- The Planter's Wife, regia di David W. Griffith (1908)
- Romance of a Jewess, regia di David W. Griffith (1908)
- Concealing a Burglar, regia di David W. Griffith (1908)
- After Many Years, regia di David W. Griffith (1908)
- The Pirate's Gold, regia di David W. Griffith (1908)
- The Taming of the Shrew, regia di David W. Griffith (1908)
- The Guerrilla, regia di David W. Griffith (1908)
- The Song of the Shirt, regia di David W. Griffith (1908)
- The Ingrate, regia di David W. Griffith (1908)
- The Clubman and the Tramp, regia di David W. Griffith (1908)
- Money Mad, regia di David W. Griffith (1908)
- The Valet's Wife, regia di David W. Griffith (1908)
- The Feud and the Turkey, regia di David W. Griffith (1908)
- The Reckoning, regia di David Wark Griffith (1908)
- The Test of Friendship, regia di David W. Griffith (1908)
- The Christmas Burglars, regia di David W. Griffith (1908)
- Mr. Jones at the Ball, regia di David W. Griffith (1908)
- What the Copper Saw (1908)
- They Forgot the Messenger (1908)
- The Girls' Dormitory (1908)
- The Chorus Man's Revenge (1908)
- Selling a Model (1908)
- Oh Mama (1908)
- Oh, That Curtain! (1908)
- Mrs. Trouble (1908)
- Masked Policeman (1908)
- Gold-Buys (1908)
- Fly Paper (1908)

#### 1909
- The Maniac Cook, regia di D.W. Griffith – cortometraggio (1909)
- Mrs. Jones Entertains, regia di D.W. Griffith – cortometraggio (1909)
- The Honor of Thieves, regia di D.W. Griffith – cortometraggio (1909)
- Love Finds a Way, regia di D.W. Griffith – cortometraggio (1909)
- The Sacrifice , regia di D.W. Griffith – cortometraggio (1909)
- A Rural Elopement, regia di David W. Griffith – cortometraggio (1909)
- Those Boys!, regia di David W. Griffith – cortometraggio (1909)
- The Criminal Hypnotist, regia di David W. Griffith – cortometraggio (1909)
- The Fascinating Mrs. Francis, regia di David W. Griffith – cortometraggio (1909)
- Mr. Jones Has a Card Party, regia di David W. Griffith – cortometraggio (1909)
- Those Awful Hats, regia di David W. Griffith – cortometraggio (1909)
- The Welcome Burglar, regia di David W. Griffith – cortometraggio (1909)
- The Cord of Life, regia di David W. Griffith – cortometraggio (1909)
- The Girls and Daddy, regia di David W. Griffith – cortometraggio (1909)
- The Brahma Diamond, regia di David W. Griffith – cortometraggio (1909)
- Edgar Allan Poe, regia di David W. Griffith – cortometraggio (1909)
- A Wreath in Time, regia di David W. Griffith – cortometraggio (1909)
- Tragic Love, regia di David W. Griffith – cortometraggio (1909)
- The Curtain Pole, regia di David W. Griffith – cortometraggio (1909)
- His Ward's Love, regia di David W. Griffith – cortometraggio (1909)
- The Joneses Have Amateur Theatricals, regia di David W. Griffith – cortometraggio (1909)
- The Hindoo Dagger, regia di David W. Griffith – cortometraggio (1909)
- The Politician's Love Story, regia di David W. Griffith – cortometraggio (1909)
- At the Altar, regia di David W. Griffith – cortometraggio (1909)
- The Prussian Spy, regia di David W. Griffith – cortometraggio (1909)
- A Fool's Revenge, regia di David W. Griffith – cortometraggio (1909)
- The Wooden Leg, regia di David W. Griffith – cortometraggio (1909)
- The Roue's Heart, regia di David W. Griffith – cortometraggio (1909)
- The Salvation Army Lass, regia di David W. Griffith – cortometraggio (1909)
- The Lure of the Gown, regia di David W. Griffith – cortometraggio (1909)
- I Did It, regia di David W. Griffith – cortometraggio (1909)
- The Voice of the Violin, regia di David W. Griffith – cortometraggio (1909)
- The Deception, regia di David W. Griffith – cortometraggio (1909)
- And a Little Child Shall Lead Them, regia di David W. Griffith – cortometraggio (1909)
- A Burglar's Mistake, regia di David W. Griffith – cortometraggio (1909)
- The Medicine Bottle, regia di David W. Griffith – cortometraggio (1909)
- Jones and His New Neighbors, regia di David W. Griffith – cortometraggio (1909)
- A Drunkard's Reformation, regia di David W. Griffith – cortometraggio (1909)
- Trying to Get Arrested, regia di David W. Griffith – cortometraggio (1909)
- Schneider's Anti-Noise Crusade, regia di David W. Griffith – cortometraggio (1909)
- A Rude Hostess, regia di David W. Griffith – cortometraggio (1909)
- The Winning Coat, regia di David W. Griffith – cortometraggio (1909)
- A Sound Sleeper, regia di David W. Griffith – cortometraggio (1909)
- Confidence, regia di David W. Griffith – cortometraggio (1909)
- Lady Helen's Escapade, regia di David W. Griffith – cortometraggio (1909)
- A Troublesome Satchel, regia di David W. Griffith – cortometraggio (1909)
- The Drive for a Life, regia di David W. Griffith – cortometraggio (1909)
- Lucky Jim, regia di David W. Griffith – cortometraggio (1909)
- Tis an Ill Wind That Blows No Good, regia di David W. Griffith – cortometraggio (1909)
- The Suicide Club, regia di David W. Griffith – cortometraggio (1909)
- The Eavesdropper, regia di David W. Griffith – cortometraggio (1909)
- One Busy Hour, regia di David W. Griffith – cortometraggio (1909)
- The French Duel, regia di David W. Griffith – cortometraggio (1909)
- Jones and the Lady Book Agent, regia di David W. Griffith – cortometraggio (1909)
- A Baby's Shoe, regia di David W. Griffith – cortometraggio (1909)
- The Jilt, regia di David W. Griffith – cortometraggio (1909)
- Resurrection, regia di David W. Griffith – cortometraggio (1909)
- Two Memories, regia di David W. Griffith – cortometraggio (1909)
- Eloping with Auntie, regia di David W. Griffith – cortometraggio (1909)
- The Cricket on the Hearth, regia di David W. Griffith – cortometraggio (1909)
- What Drink Did, regia di David W. Griffith – cortometraggio (1909)
- His Duty, regia di David W. Griffith – cortometraggio (1909)
- Eradicating Aunty, regia di David W. Griffith – cortometraggio (1909)
- The Violin Maker of Cremona, regia di David W. Griffith – cortometraggio (1909)
- The Lonely Villa, regia di David W. Griffith – cortometraggio (1909)
- A New Trick, regia di David W. Griffith – cortometraggio (1909)
- The Son's Return, regia di David W. Griffith – cortometraggio (1909)
- The Faded Lilies, regia di David W. Griffith – cortometraggio (1909)
- Her First Biscuits, regia di David W. Griffith – cortometraggio (1909)
- Was Justice Served?, regia di David W. Griffith – cortometraggio (1909)
- The Peachbasket Hat, regia di David W. Griffith – cortometraggio (1909)
- The Mexican Sweethearts, regia di David W. Griffith – cortometraggio (1909)
- The Way of Man, regia di David W. Griffith – cortometraggio (1909)
- The Necklace, regia di David W. Griffith – cortometraggio (1909)
- The Message, regia di David W. Griffith – cortometraggio (1909)
- Il medico di campagna, regia di David W. Griffith – cortometraggio (1909)
- The Cardinal's Conspiracy, regia di David W. Griffith – cortometraggio (1909)
- The Friend of the Family, regia di David W. Griffith – cortometraggio (1909)
- Tender Hearts, regia di David W. Griffith – cortometraggio (1909)
- The Renunciation, regia di David W. Griffith – cortometraggio (1909)
- Sweet and Twenty, regia di D. W. Griffith – cortometraggio (1909)
- Jealousy and the Man, regia di David W. Griffith (1909)
- A Convict's Sacrifice, regia di David W. Griffith (1909)
- The Slave, regia di David W. Griffith (1909)
- A Strange Meeting, regia di David W. Griffith (1909)
- The Mended Lute, regia di David W. Griffith (1909)
- They Would Elope, regia di David W. Griffith (1909)
- Mr. Jones' Burglar, regia di David W. Griffith (1909)
- The Better Way, regia di David W. Griffith (1909)
- With Her Card, regia di David W. Griffith (1909)
- Mrs. Jones' Lover or I Want My Hat, regia di David W. Griffith (1909)
- His Wife's Visitor, regia di David W. Griffith (1909)
- The Indian Runner's Romance, regia di David W. Griffith (1909)
- The Seventh Day, regia di David W. Griffith (1909)
- Oh, Uncle!, regia di David W. Griffith (1909)
- The Mills of the Gods, regia di David W. Griffith (1909)
- The Sealed Room, regia di David W. Griffith (1909)
- The Little Darling, regia di David W. Griffith (1909)
- The Hessian Renegades, regia di David W. Griffith (1909)
- Comata, the Sioux, regia di David W. Griffith (1909)
- The Children's Friend, regia di David W. Griffith (1909)
- Getting Even, regia di David W. Griffith (1909)
- The Broken Locket, regia di David W. Griffith (1909)
- In Old Kentucky, regia di David W. Griffith (1909)
- A Fair Exchange, regia di David W. Griffith (1909)
- Leather Stocking, regia di David W. Griffith (1909)
- Wanted, a Child, regia di David W. Griffith (1909)
- The Awakening, regia di David W. Griffith (1909)
- Pippa Passes or The Song of Conscience, regia di David W. Griffith (1909)
- Fools of Fate, regia di David W. Griffith (1909)
- The Little Teacher, regia di David W. Griffith (1909)
- A Change of Heart, regia di David W. Griffith (1909)
- His Lost Love, regia di David W. Griffith (1909)
- The Expiation, regia di David W. Griffith (1909)
- In the Watches of the Night, regia di David W. Griffith (1909)
- Lines of White on a Sullen Sea, regia di David W. Griffith (1909)
- What's Your Hurry?, regia di David W. Griffith (1909)
- The Gibson Goddess, regia di David W. Griffith (1909)
- Nursing a Viper, regia di David W. Griffith (1909)
- The Light That Came, regia di David W. Griffith (1909)
- The Restoration, regia di David W. Griffith (1909)
- Two Women and a Man, regia di David W. Griffith (1909)
- A Sweet Revenge, regia di David W. Griffith (1909)
- A Midnight Adventure, regia di David W. Griffith (1909)
- The Open Gate, regia di David W. Griffith (1909)
- The Mountaineer's Honor, regia di David W. Griffith (1909)
- The Trick That Failed, regia di David W. Griffith (1909)
- In the Window Recess, regia di David W. Griffith (1909)
- The Death Disc: A Story of the Cromwellian Period, regia di David W. Griffith (1909)
- Through the Breakers, regia di David W. Griffith (1909)
- The Red Man's View, regia di David W. Griffith (1909)
- A Corner in Wheat, regia di David W. Griffith (1909)
- The Test, regia di David W. Griffith (1909)
- In a Hempen Bag, regia di David W. Griffith (1909)
- A Trap for Santa Claus, regia di David W. Griffith (1909)
- In Little Italy, regia di David W. Griffith (1909)
- To Save Her Soul, regia di David W. Griffith (1909)
- Choosing a Husband, regia di David W. Griffith (1909)
- The Heart of an Outlaw, regia di David Wark Griffith (1909)
- As It Is in Real Life (1909)

#### 1910
- The Rocky Road, regia di D.W. Griffith (1910)
- The Dancing Girl of Butte, regia di D.W. Griffith (1910)
- Her Terrible Ordeal, regia di D.W. Griffith (1910)
- On the Reef, regia di D.W. Griffith (1910)
- The Call, regia di D.W. Griffith (1910)
- The Honor of His Family, regia di D.W. Griffith (1910)
- The Last Deal, regia di D.W. Griffith (1910)
- The Cloister's Touch, regia di D.W. Griffith (1910)
- The Woman from Mellon's, regia di D.W. Griffith (1910)
- The Duke's Plan, regia di D.W. Griffith (1910)
- One Night and Then, regia di D.W. Griffith (1910)
- The Englishman and the Girl, regia di D.W. Griffith (1910)
- His Last Burglary, regia di D.W. Griffith (1910)
- Taming a Husband, regia di D.W. Griffith (1910)
- The Final Settlement, regia di D.W. Griffith (1910)
- The Newlyweds, regia di D.W. Griffith (1910)
- The Thread of Destiny, regia di D.W. Griffith (1910)
- In Old California, regia di D.W. Griffith (1910)
- The Man, regia di D.W. Griffith (1910)
- The Converts, regia di D.W. Griffith (1910)
- Faithful, regia di D.W. Griffith (1910)
- The Twisted Trail, regia di D.W. Griffith (1910)
- Gold Is Not All, regia di D.W. Griffith (1910)
- The Two Brothers, regia di D.W. Griffith (1910)
- As It Is in Life, regia di D.W. Griffith (1910)
- A Rich Revenge, regia di D.W. Griffith (1910)
- A Romance of the Western Hills, regia di D.W. Griffith (1910)
- Thou Shalt Not, regia di D.W. Griffith (1910)
- The Way of the World, regia di David W. Griffith – cortometraggio (1910)
- The Gold Seekers, regia di D.W. Griffith (1910)
- The Unchanging Sea, regia di D.W. Griffith (1910)
- Love Among the Roses, regia di D.W. Griffith (1910)
- Over Silent Paths, regia di D.W. Griffith (1910)
- Ramona, regia di D.W. Griffith (1910)
- The Impalement, regia di D.W. Griffith (1910)
- In the Season of Buds, regia di D.W. Griffith (1910)
- The Purgation, regia di D.W. Griffith (1910)
- A Child of the Ghetto, regia di D.W. Griffith (1910)
- A Victim of Jealousy, regia di D.W. Griffith (1910)
- In the Border States, regia di D.W. Griffith (1910)
- The Face at the Window, regia di D.W. Griffith (1910)
- The Marked Time-Table, regia di D.W. Griffith (1910)
- A Child's Impulse, regia di D.W. Griffith (1910)
- Muggsy's First Sweetheart, regia di D.W. Griffith (1910)
- A Midnight Cupid, regia di D.W. Griffith (1910)
- What the Daisy Said, regia di D.W. Griffith (1910)
- The Hall-Room Boys (1910)
- A Child's Faith, regia di D.W. Griffith (1910)
- A Flash of Light, regia di D.W. Griffith (1910)
- Serious Sixteen, regia di D.W. Griffith (1910)
- As the Bells Rang Out!, regia di D.W. Griffith (1910)
- The Call to Arms, regia di D.W. Griffith (1910)
- Unexpected Help, regia di D.W. Griffith (1910)
- An Arcadian Maid, regia di D.W. Griffith (1910)
- Her Father's Pride, regia di D.W. Griffith (1910)
- The House with Closed Shutters, regia di D.W. Griffith (1910)
- A Salutary Lesson, regia di D.W. Griffith (1910)
- The Usurer, regia di D.W. Griffith (1910)
- The Sorrows of the Unfaithful, regia di D.W. Griffith (1910)
- Wilful Peggy, regia di D.W. Griffith (1910)
- The Modern Prodigal, regia di D.W. Griffith (1910)
- A Summer Idyll, regia di D.W. Griffith (1910)
- Little Angels of Luck, regia di D.W. Griffith (1910)
- A Mohawk's Way, regia di D.W. Griffith (1910)
- In Life's Cycle, regia di D.W. Griffith (1910)
- The Oath and the Man, regia di D.W. Griffith (1910)
- Rose O'Salem Town, regia di D.W. Griffith (1910)
- Examination Day at School, regia di D.W. Griffith (1910)
- The Iconoclast, regia di D.W. Griffith (1910)
- That Chink at Golden Gulch, regia di D.W. Griffith (1910)
- The Broken Doll, regia di D.W. Griffith (1910)
- The Banker's Daughters, regia di D.W. Griffith (1910)
- The Message of the Violin, regia di D.W. Griffith (1910)
- Two Little Waifs, regia di D.W. Griffith(1910)
- Waiter No. 5, regia di D.W. Griffith (1910)
- The Fugitive, regia di D.W. Griffith (1910)
- Simple Charity, regia di D.W. Griffith (1910)
- Sunshine Sue, regia di D.W. Griffith (1910)
- The Song of the Wildwood Flute, regia di D.W. Griffith (1910)
- A Plain Song, regia di D.W. Griffith (1910)
- A Child's Stratagem, regia di D.W. Griffith (1910)
- The Golden Supper, regia di D.W. Griffith (1910)
- His Sister-In-Law, regia di D.W. Griffith (1910)
- The Lesson, regia di D.W. Griffith (1910)
- White Roses co-regia Frank Powell e D.W. Griffith (1910)
- Winning Back His Love, regia di D.W. Griffith (1910)

#### 1911
- The Two Paths, regia di D.W. Griffith (1911)
- When a Man Loves, regia di D.W. Griffith (1911)
- The Italian Barber, regia di D.W. Griffith (1911)
- His Trust, regia di D.W. Griffith (1911)
- His Trust Fulfilled, regia di D.W. Griffith (1911)
- Fate's Turning, regia di D.W. Griffith (1911)
- The Poor Sick Men co-regia Frank Powell e D.W. Griffith (1911)
- A Wreath of Orange Blossoms co-regia Frank Powell e D.W. Griffith (1911)
- Three Sisters, regia di D.W. Griffith (1911)
- Heart Beats of Long Ago, regia di D.W. Griffith (1911)
- What Shall We Do with Our Old?, regia di D.W. Griffith (1911)
- Fisher Folks, regia di D.W. Griffith (1911)
- The Diamond Star, regia di D.W. Griffith (1911)
- His Daughter, regia di D.W. Griffith (1911)
- The Lily of the Tenements, regia di D.W. Griffith (1911)
- The Heart of a Savage , regia di D.W. Griffith (1911)
- A Decree of Destiny, regia di D.W. Griffith (1911)
- Conscience, regia di D.W. Griffith (1911)
- Was He a Coward?, regia di D.W. Griffith (1911)
- Teaching Dad to Like Her, regia di D.W. Griffith, Frank Powell (1911)
- The Lonedale Operator, regia di D.W. Griffith (1911)
- The Spanish Gypsy, regia di D.W. Griffith (1911)
- The Broken Cross , regia di D.W. Griffith (1911)
- The Chief's Daughter, regia di D.W. Griffith (1911)
- Paradise Lost, regia di D.W. Griffith (1911)
- Madame Rex, regia di D.W. Griffith (1911)
- A Knight of the Road, regia di D.W. Griffith (1911)
- His Mother's Scarf, regia di D.W. Griffith (1911)
- How She Triumphed, regia di D.W. Griffith (1911)
- The Two Sides, regia di D.W. Griffith (1911)
- In the Days of '49, regia di D.W. Griffith (1911)
- The New Dress, regia di D.W. Griffith (1911)
- The Crooked Road, regia di D.W. Griffith (1911)
- The White Rose of the Wilds, regia di D.W. Griffith (1911)
- A Romany Tragedy, regia di D.W. Griffith (1911)
- The Smile of a Child, regia di D.W. Griffith (1911)
- Enoch Arden: Part I, regia di D.W. Griffith (1911)
- Enoch Arden: Part II, regia di D.W. Griffith (1911)
- The Primal Call, regia di D.W. Griffith (1911)
- Her Sacrifice, regia di D.W. Griffith (1911)
- Fighting Blood, regia di D.W. Griffith (1911)
- The Thief and the Girl, regia di D.W. Griffith (1911)
- The Jealous Husband, regia di D.W. Griffith (1911)
- Bobby, the Coward, regia di D.W. Griffith (1911)
- The Indian Brothers, regia di D.W. Griffith (1911)
- A Country Cupid, regia di D.W. Griffith (1911)
- The Last Drop of Water, regia di D.W. Griffith (1911)
- The Ruling Passion, regia di D.W. Griffith (1911)
- The Sorrowful Example, regia di D.W. Griffith (1911)
- The Blind Princess and the Poet, regia di D.W. Griffith (1911)
- The Rose of Kentucky, regia di D.W. Griffith (1911)
- Swords and Hearts, regia di D.W. Griffith (1911)
- The Stuff Heroes Are Made Of, regia di D.W. Griffith (1911)
- The Old Confectioner's Mistake, regia di D.W. Griffith (1911)
- The Squaw's Love, regia di D.W. Griffith (1911)
- Dan the Dandy, regia di D.W. Griffith (1911)
- The Revenue Man and the Girl, regia di D.W. Griffith (1911)
- Her Awakening, regia di D.W. Griffith (1911)
- The Making of a Man, regia di David W. Griffith (1911)
- Italian Blood, regia di D.W. Griffith (1911)
- The Unveiling, regia di D.W. Griffith (1911)
- The Adventures of Billy, regia di D.W. Griffith (1911)
- The Long Road, regia di D.W. Griffith (1911)
- Love in the Hills, regia di D.W. Griffith (1911)
- The Battle, regia di D.W. Griffith (1911)
- The Trail of Books, regia di D.W. Griffith (1911)
- Through Darkened Vales, regia di D.W. Griffith (1911)
- Cuore d'avaro (The Miser's Heart), regia di David W. Griffith (1911)
- Sunshine Through the Dark, regia di D.W. Griffith (1911)
- A Woman Scorned, regia di D.W. Griffith (1911)
- The Failure, regia di David W. Griffith (1911)
- Saved from Himself, regia di D.W. Griffith (1911)
- As in a Looking Glass, regia di D.W. Griffith (1911)
- A Terrible Discovery, regia di D.W. Griffith (1911)
- The Voice of the Child, regia di D.W. Griffith (1911)

#### 1912
- The Baby and the Stork, regia di D.W. Griffith e Frank Powell (1912)
- A Tale of the Wilderness, regia di D.W. Griffith (1912)
- The Eternal Mother, regia di D.W. Griffith (1912)
- The Old Bookkeeper, regia di D.W. Griffith (1912)
- For His Son, regia di D.W. Griffith (1912)
- A Blot on the 'Scutcheon, regia di D.W. Griffith (1912)
- The Transformation of Mike, regia di D.W. Griffith (1912)
- A Sister's Love, regia di D.W. Griffith (1912)
- Billy's Stratagem, regia di D.W. Griffith (1912)
- The Mender of Nets, regia di D.W. Griffith (1912)
- Under Burning Skies, regia di D.W. Griffith (1912)
- The Sunbeam, regia di D.W. Griffith (1912)
- A Siren of Impulse, regia di D.W. Griffith (1912)
- A String of Pearls, regia di D.W. Griffith (1912)
- The Girl and Her Trust, regia di D.W. Griffith (1912)
- Iola's Promise, regia di David W. Griffith – cortometraggio (1912)
- The Root of Evil, regia di D.W. Griffith (1912)
- The Goddess of Sagebrush Gulch, regia di D.W. Griffith (1912)
- The Punishment, regia di D.W. Griffith (1912)
- Fate's Interception, regia di D.W. Griffith (1912)
- The Female of the Species, regia di D.W. Griffith (1912)
- Just Like a Woman, regia di D.W. Griffith (1912)
- One Is Business, the Other Crime, regia di D.W. Griffith (1912)
- The Lesser Evil, regia di D.W. Griffith (1912)
- The Old Actor, regia di D.W. Griffith (1912)
- A Lodging for the Night, regia di D.W. Griffith (1912)
- His Lesson, regia di D.W. Griffith (1912)
- When Kings Were the Law, regia di D.W. Griffith (1912)
- A Beast at Bay, regia di D.W. Griffith (1912)
- An Outcast Among Outcasts, regia di D.W. Griffith (1912)
- Home Folks, regia di D.W. Griffith (1912)
- A Temporary Truce, regia di D.W. Griffith (1912)
- Lena and the Geese, regia di D.W. Griffith (1912)
- The Spirit Awakened, regia di D.W. Griffith (1912)
- The School Teacher and the Waif, regia di D.W. Griffith (1912)
- Man's Lust for Gold, regia di D.W. Griffith (1912)
- An Indian Summer, regia di D.W. Griffith (1912)
- La genesi dell'uomo (Man's Genesis), regia di D.W. Griffith (1912)
- Over the Hills to the Poorhouse, regia di Stanner E.V. Taylor (1912)
- Heaven Avenges, regia di D.W. Griffith (1912)
- The Sands of Dee, regia di D.W. Griffith (1912)
- Black Sheep co-regia Wilfred Lucas (1912)
- The Narrow Road, regia di D.W. Griffith (1912)
- A Child's Remorse, regia di D.W. Griffith (1912)
- The Inner Circle, regia di D.W. Griffith (1912)
- With the Enemy's Help, regia di Wilfred Lucas (1912)
- A Change of Spirit, regia di D.W. Griffith (1912)
- A Pueblo Legend, regia di D.W. Griffith (1912)
- An Unseen Enemy, regia di D.W. Griffith (1912)
- Two Daughters of Eve, regia di D.W. Griffith (1912)
- Friends, regia di D.W. Griffith (1912)
- So Near, Yet So Far, regia di D.W. Griffith (1912)
- A Feud in the Kentucky Hills (1912)
- In the Aisles of the Wild, regia di D.W. Griffith (1912)
- The One She Loved, regia di D.W. Griffith (1912)
- The Painted Lady, regia di D.W. Griffith (1912)
- The Musketeers of Pig Alley, regia di D.W. Griffith (1912)
- Heredity, regia di D.W. Griffith (1912)
- Gold and Glitter co-regia Frank Powell e D.W. Griffith (1912)
- My Baby, regia di D.W. Griffith (1912)
- The Informer, regia di D.W. Griffith (1912)
- Brutality, regia di D.W. Griffith (1912)
- Il cappello di Parigi (The New York Hat), regia di D.W. Griffith (1912)
- My Hero, regia di D.W. Griffith (1912)
- The Burglar's Dilemma, regia di D.W. Griffith (1912)
- The Massacre, regia di David W. Griffith (1912)
- A Cry for Help, regia di D.W. Griffith (1912)
- The God Within, regia di D.W. Griffith (1912)

#### 1913
- Three Friends, regia di D.W. Griffith (1913)
- The Telephone Girl and the Lady, regia di D.W. Griffith (1913)
- Pirate Gold, regia di Wilfred Lucas (1913)
- An Adventure in the Autumn Woods, regia di D.W. Griffith (1913)
- The Tender Hearted Boy, regia di D.W. Griffith (1913)
- A Misappropriated Turkey, regia di D.W. Griffith (1913)
- Brothers, regia di D.W. Griffith (1913)
- Oil and Water, regia di D.W. Griffith (1913)
- Drink's Lure, regia di D.W. Griffith (1913)
- A Chance Deception, regia di D.W. Griffith (1913)
- Love in an Apartment Hotel, regia di D.W. Griffith (1913)
- Broken Ways, regia di D.W. Griffith (1913)
- A Girl's Stratagem, regia di D.W. Griffith (1913)
- The Unwelcome Guest, regia di D.W. Griffith (1913)
- Near to Earth, regia di D.W. Griffith (1913)
- Fate, regia di D.W. Griffith (1913)
- A Welcome Intruder, regia di D.W. Griffith(1913)
- The Sheriff's Baby, regia di D.W. Griffith (1913)
- The Hero of Little Italy, regia di D.W. Griffith (1913)
- The Perfidy of Mary, regia di D.W. Griffith (1913)
- The Little Tease, regia di D.W. Griffith (1913)
- A Misunderstood Boy, regia di D.W. Griffith (1913)
- The Lady and the Mouse, regia di D.W. Griffith (1913)
- The Wanderer, regia di D.W. Griffith (1913)
- The Stolen Loaf, regia di D.W. Griffith (1913)
- The House of Darkness, regia di D.W. Griffith (1913)
- The Yaqui Cur, regia di D.W. Griffith (1913)
- Just Gold, regia di D.W. Griffith (1913)
- His Mother's Son, regia di D.W. Griffith (1913)
- The Ranchero's Revenge, regia di D.W. Griffith (1913)
- A Timely Interception, regia di D.W. Griffith (1913)
- Death's Marathon, regia di D.W. Griffith (1913)
- The Mothering Heart, regia di D.W. Griffith (1913)
- Her Mother's Oath, regia di D.W. Griffith (1913)
- The Sorrowful Shore, regia di D.W. Griffith (1913)
- The Reformers; or, The Lost Art of Minding One's Business, regia di D.W. Griffith (1913)
- The Mistake, regia di D.W. Griffith (1913)
- During the Round-Up, regia di Christy Cabanne (1913)
- The Coming of Angelo, regia di David W. Griffith (1913)
- An Indian's Loyalty, regia di Christy Cabanne (1913)
- Two Men of the Desert, regia di David W. Griffith (1913)
- The Battle at Elderbush Gulch, regia di David W. Griffith (1913)

#### 1914
- Giuditta di Betulla (Judith of Bethulia), regia di David W. Griffith (1914)
- The Great Leap: Until Death Do Us Part, regia di Christy Cabanne (1914)
- Donna che ama (The Battle of the Sexes), regia di David W. Griffith (1914)
- Brute Force, regia di David W. Griffith (1914)
- Amore di madre o Home, Sweet Home, regia di D.W. Griffith (1914)
- The Escape, regia di David W. Griffith (1914)
- The Avenging Conscience, regia di David W. Griffith (1914)

#### 1915
- La nascita di una nazione (The Birth of a Nation), regia di David W. Griffith (1915)

#### 1916
- Intolerance, regia di David W. Griffith (1916)

#### 1918
- Cuori del mondo (Hearts of the World), regia di David W. Griffith (1918)
- The Great Love, regia di David W. Griffith (1918)
- La fanciulla che cerca amore (The Greatest Thing in Life), regia di David W. Griffith (1918)

#### 1919
- Il romanzo della Valle Felice (A Romance of Happy Valley), regia di David W. Griffith (1919)
- Le vestali dell'amore (The Girl Who Stayed at Home), regia di David W. Griffith (1919)
- Giglio infranto (Broken Blossom), regia di David W. Griffith (1919)
- True Heart of Susie, regia di David W. Griffith (1919)
- The Fall of Babylon, regia di David W. Griffith (1919)
- The Mother and the Law, regia di David W. Griffith (1919)
- Per la figlia (Scarlet Days), regia di David W. Griffith (1919)
- Il grande problema (The Greatest Question), regia di David W. Griffith (1919)

#### 1920
- L'idolo danzante (The Idol Dancer), regia di David W. Griffith (1920)
- Il fiore dell'isola (The Love Flower), regia di David W. Griffith (1920)
- Agonia sui ghiacci (Way Down East), regia di David W. Griffith (1920)

- Le due orfanelle (Orphans of the Storm), regia di David Wark Griffith (1921)
- Sure-Fire Flint, regia di Dell Henderson (1922)
- La rosa bianca (The White Rose), regia di David W. Griffith (1923)
- America, regia di David W. Griffith (1924)
- The Midnight Girl, regia di Wilfred Noy (1925)
- La legge dell'amore (Drums of Love), regia di David W. Griffith (1928)
- La battaglia dei sessi (The Battle of the Sexes), regia di David W. Griffith (1928)
- La canzone del cuore (Lady of the Pavements), regia di David W. Griffith (1929)
- Hotel Variety, regia di Raymond Cannon (1933)
- Footlight Varieties (segmento Confidence) (1951)

### Regista
- President McKinley Inauguration – cortometraggio (1901)
- Happy Hooligan Interferes – cortometraggio (1903)
- Levi & Cohen, the Irish Comedians – cortometraggio (1903)
- 2 A. M. in the Subway – cortometraggio (1905)
- The Impossible Convicts – cortometraggio (1906)
- Logging in Maine – cortometraggio (1906)
- The Adventures of Dollie (non accreditato), co-regia di David W. Griffith – cortometraggio (1908)